# Йов
Йов (иврит אִיּוֹב, арабски: أيوب, стандартен иврит Iyyov, тиберийски иврит ʾIyyôḇ) е герой в Книгата на Йов от Стария завет. Той започва и завършва живота си в благосъстояние, но междувременно претърпява големи злочестини, с цел да бъде проверено дали предаността му към Бога е продиктувана само от щастието му.

## Значение на името
Има 2 възможни буквални значения на името Йов. Ако името е с арабски произход, то означава „човек, който се обръща (покайва)“. Ако произходът му е еврейски, то означава „омразният (гоненият)“. И двете значения са отразени в преживяванията на Йов, записани в книгата, носеща неговото име. 

## Книга на Йов
Книгата Йов съдържа най-трудната поезия в Стария завет и 100 думи, които не се срещат никъде другаде. Тъй като е изключително самобитна, книгата не може да се причисли към нито една категория на древната литература, но обикновено тя се свързва с премъдростната литература (т.е. нравствено-поучителната).  От многото важни теми, намерили място в нея, 3 са от особено значение: отношението на Йехова към Сатаната, проблемът за страданието и за истинското доверие. 
Книгата започва с представяне на Йов – описан като богат, благословен човек, който се страхува от Бога и живее праведно. Но един дързък ангел, наричан Сатана оспорва почтеността му и Бог оставя Йов във властта му, за да го изпита, с което за Йов започва трагедия: той загубва децата си, богатството си и здравето си. Основната част от текста се състои от разговор на Йов с тримата му приятели, относно това, защо го сполитат всички тези беди (той мисли, че е наказван за нещо, но и настоява, че отношението на Бога, - а не на Дявола, за когото не знае нищо, - е несправедливо) и завършва с отговор на Бог, с който Йов накрая се примирява. 